# Azerbejdżański Państwowy Uniwersytet Rolniczy
Azerbejdżański Państwowy Uniwersytet Rolniczy – azerska uczelnia techniczna zlokalizowana w Gandża.
Poprzednikiem uczelni był Azerbejdżański Instytut Rolniczy, założony 15 maja 1929 roku w Baku. Dwa lata później został przeniesiony do Gandżi. W 1979 roku, z okazji 50. rocznicy utworzenia instytutu został on odznaczony Orderem „Znak Honoru”. W 1991 roku, po uzyskaniu niepodległości przez Azerbejdżan, uczelnia zmieniła nazwę na Azerbejdżańska Akademia Rolnicza, a 4 kwietnia 2009 roku uzyskała rangę uniwersytetu i została przemianowana na Azerbejdżański Państwowy Uniwersytet Rolniczy.

## Struktura organizacyjna
W skład uczelni wchodzą następujące jednostki organizacyjne:
- Wydział Agronomii
- Wydział Agrotechnologii
- Wydział Ekonomii Rolnictwa
- Wydział Agrobiznesu i Zarządzania
- Wydział Medycyny Weterynaryjnej i Zootechniki
- Wydział Elektroenergetyki i Technologii Informacyjnej
- Wydział Inżynierii